# 51 Eridani
51 Eridani – gwiazda w gwiazdozbiorze Erydanu, będąca podolbrzymem o typie widmowym F0 IV. Znajduje się około 100 lat świetlnych od Ziemi.

## Charakterystyka

Planeta orbitująca wokół gwiazdy (zasłoniętej maską, w centrum), zdjęcia z lat 2014-2018

51 Eridani jest biało-żółtym podolbrzymem reprezentującym wczesny typ widmowy F, o wieku około 20 milionów lat. Gwiazdę okrąża planeta, bezpośrednio zaobserwowany gazowy olbrzym o oznaczeniu 51 Eridani b. Krąży on w odległości około 14 au, jeden obieg zajmuje mu około 41 lat. Ma ona masę ocenianą, na podstawie widma, na od 2 do 12 mas Jowisza.
| Towarzyszka | Masa minimalna [MJ] | Okres orbitalny [d] | Półoś wielka [au] | Ekscentryczność |
| ----------- | ------------------- | ------------------- | ----------------- | --------------- |
| b           | 7,0 ± 5,0           | 14 965 +12 775−4380 | 14,0 +7,0−3,0     | 0,22 ± 0,15     |